# Comissão de Crimes de Guerra de Kuala Lumpur
A Comissão de Crimes de Guerra de Kuala Lumpur (em inglês:  Kuala Lumpur War Crimes Commission, KLWCC), também conhecida como Tribunal de Crimes de Guerra de Kuala Lumpur (em inglês:  Kuala Lumpur War Crimes Tribunal, KLWCT), é uma organização malaia criada em 2007 pelo ex-primeiro-ministro do país, Mahathir bin Mohamad, para investigar unilateralmente crimes de guerra. A organização foi instigada como uma alternativa ao Tribunal Penal Internacional em Haia, que Mahathir acusou de parcialidade na seleção de casos. O tribunal não é reconhecido pelas Nações Unidas, sendo seus veredictos apenas simbólicos.

## Gestão
O órgão dirigente da Comissão de Crimes de Guerra de Kuala Lumpur foi estabelecido para supervisionar e investigar reclamações de vítimas de guerras e conflitos armados em relação a crimes contra a paz, crimes de guerra, crimes contra a humanidade e outros delitos semelhantes, conforme reconhecidos pelo direito internacional. Os membros do órgão de administração incluem:
- Mahathir bin Mohamad (Presidente)
- Alfred Webre
- Richard Falk[5]
- Zacharia Yatim – juiz aposentado do Tribunal Federal da Malásia
- Tunku Sofiah Jewa – advogado e acadêmico em direito internacional
- Salleh Buang – ex-Conselheiro Federal nas Câmaras do Procurador-Geral, Malásia
- Niloufer Bhagwat
- Shad Saleem Faruqi – acadêmico jurídico da Malásia[6]
- Michel Chossudovsky – acadêmico aposentado (website Global Research)[7]

## Condenações que invocam jurisdição universal
Em Novembro de 2011, o tribunal aparentemente exerceu jurisdição universal para julgar à revelia o antigo presidente estadunidense, George W. Bush, e o antigo primeiro-ministro britânico, Tony Blair, condenando ambos por crimes contra a paz devido ao que o tribunal concluiu ser ilegal a invasão do Iraque. 
Em maio de 2012, após ouvir um depoimento de vítimas de tortura em Abu Ghraib e Guantánamo, o Tribunal condenou por unanimidade à revelia o ex-presidente dos Estados Unidos George W. Bush, o ex-vice-presidente dos Estados Unidos Dick Cheney, o ex-secretário de Defesa dos Estados Unidos Donald Rumsfeld, os ex-procuradores-gerais adjuntos dos Estados Unidos John Yoo e Jay Bybee, o ex-procurador-geral dos Estados Unidos Alberto Gonzales e os ex-conselheiros dos Estados Unidos David Addington e William Haynes II por conspiração para cometer crimes de guerra, especificamente tortura. O Tribunal remeteu as suas conclusões ao procurador-chefe do Tribunal Internacional de Justiça em Haia.
Em novembro de 2013, o Tribunal considerou Israel culpado de genocídio do povo palestino.

## Legitimidade
A Comissão de Crimes de Guerra de Kuala Lumpur não teve o apoio de nenhum governo. O ex-Relator Especial das Nações Unidas sobre a Independência de Juízes e Advogados, Param Cumaraswamy, chamou o tribunal de uma empresa privada sem base legal e questionou sua legitimidade. Não possui mandato das Nações Unidas, nem a ONU lhe concede reconhecimento. Não tem poder para ordenar detenções ou impor sentenças e não está claro se os seus veredictos são outra coisa senão simbólicos.